# Ano Europeu do Diálogo Intercultural
Lançado no dia 8 de Janeiro o diálogo intercultural tem sido desde há muito, um princípio apoiado pela União Europeia e pelas suas instituições. O ano de 2008 foi proclamado o Ano Europeu do Diálogo Intercultural por parte do Parlamento Europeu e dos Estados-Membros da União Europeia. Destina-se a chamar a atenção das pessoas na Europa para a importância do diálogo na diversidade e entre as diversas culturas, além de promover visitação de diversas personalidades e eventos especiais.